# 王詔 (天順進士)
王詔（1428年—1491年），字文振，真定趙州人，明朝政治人物。

## 生平
王詔為大學士曹鼐女婿。天順八年（1464年），登甲申科進士，授工科給事中，彈劾會昌侯孫繼宗、撫寧侯朱永侵占牧馬等罪，累升都給事中。成化八年，與梁璟等論及宮闈事，被召入文華殿廷杖。后出任湖廣布政使司參政。因父喪丁憂，除服后再任，升右布政使。弘治元年，轉為貴州左布政使。同年冬，以右副都御史巡撫雲南，改正當時軍政弊病。弘治四年召為南京兵部右侍郎，未赴任即卒。